# Anthony Trafford, Baron Trafford
Joseph Anthony Porteous Trafford, Baron Trafford (* 20. Juli 1932 in Warlingham, Surrey; † 16. September 1989 in Brighton) war ein britischer Arzt, Politiker und Life Peer.

## Leben
Trafford besuchte die Charterhouse School, wo unter anderem John Wakeham zu seinen Mitschülern zählte. Im Anschluss trat er in die Fußstapfen seines Vaters, eines Allgemeinmediziners, und ging an die Medical School des Guy’s Hospital in London. 1961 wurde er Fellow des Royal College of Physicians und 1963 erhielt er ein Fulbright-Stipendium an der Johns Hopkins University in Baltimore, USA. Ab 1965 war er in führender Position in den Brighton Hospitals tätig. Der Fall eines schwer nierenkranken Patienten brachte den Gastroenterologen Trafford dazu, sich der Nephrologie, also der Nierenheilkunde, zuzuwenden. In seinem Krankenhaus gründete er eine entsprechende Abteilung.
Bei den Unterhauswahlen 1970 trat er für die Conservative Party an, konnte sich in seinem Wahlbezirk Wrekin durchsetzen und wurde Mitglied des House of Commons. Bereits 1974 schied er jedoch wieder aus dem Parlament aus. Während seiner Zeit als Abgeordneter war er weiterhin als beratender Arzt in Brighton tätig.
In der Folgezeit machte Trafford sich sehr um die Kooperation zwischen seinen Krankenhäusern und der University of Sussex verdient. Dies brachte ihm 1985 den Vorsitz des Universitätsrats sowie die Stellung als Senior Prochancellor ein.
1984 kam es während des Parteitages der Conservative Party zum Bombenanschlag auf das Grand Hotel in Brighton, in dessen Folge viele der Verletzten von Trafford in dessen Krankenhäusern behandelt wurden. Der Vorfall erneuerte seine Freundschaft zu Margaret Thatcher und auf ihr Wirken hin wurde er 1985 zum Knight Bachelor geschlagen und 1987 zum Life Peer ernannt. Seither trug er offiziell den Titel Baron Trafford, of Falmer in the County of East Sussex und nahm einen Platz in House of Lords ein.
Trafford nahm seine Rolle im britischen Oberhaus sehr geflissentlich wahr. Im Juli 1989 wurde er zum Gesundheitsminister des Oberhauses ernannt. In den sieben Wochen nach seiner Amtseinführung traf er sich mit über 100 Ärzten um das von der Regierung initiierte Weißbuch Working for Patients und die Reform des National Health Service zu bewerben.
Acht Wochen nach seinem Amtsantritt als Gesundheitsminister starb der passionierte Pfeifenraucher Trafford im Alter von 57 Jahren an Lungenkrebs.
Munks war seit 1960 verheiratet und hatte zwei Kinder. Er lebte mit seiner Frau in Hove, wo er auch begraben liegt.